# Dream of You (альбом Хелен Меррилл)
Dream of You — студийный альбом американской певицы Хелен Меррилл, выпущенный в 1956 году на лейбле EmArcy Records. Аранжировки для альбома подготовил Гил Эванс.
Переиздание на компакт-диске 1992 года включает дополнительные треки, аранжированные Джонни Ричардсом.

## Отзывы критиков
| Оценки критиков                            | Оценки критиков |
| Источник                                   | Оценка          |
| ------------------------------------------ | --------------- |
| AllMusic                                   | [ 1 ]           |
| The Encyclopedia of Popular Music          | [ 2 ]           |
| MusicHound Jazz: The Essential Album Guide | [ 3 ]           |
| The Rolling Stone Jazz & Blues Album Guide | [ 4 ]           |
| Tom Hull — on the Web                      | B+ ()           |

В рецензии Стивена Кука для AllMusic говорилось: «Программность застенчиво-чувственного голоса Меррилл и слегка перекошенного, журчащих аранжировок Эванса и томный ритм вызывают в воображении драматические, благоухающие южные сцены в стиле Теннесси Уильямса. В живописных аранжировках также слышны зачатки будущего сотрудничества Эванса с Майлзом Дэвисом. Несмотря на то, что её совместные работы с Клиффордом Брауном и другими являются великолепными записями, эта запись с Гилом Эвансом демонстрирует больше выразительных вокальных талантов Меррилл, в немалой степени благодаря симпатичным и вежливым аранжировкам».
Музыкальный критик Том Халл усомнился, что аранжировки Эванса заслуживают своей известности, но, по его мнению, они умны и ненавязчивы, а певица блистает.

## Список композиций
1. «People Will Say We’re in Love» (Оскар Хаммерстайн II, Ричард Роджерс) — 2:34
2. «By Myself» (Говард Дитц, Артур Шварц) — 3:23
3. «Any Place I Hang My Hat Is Home» (Гарольд Арлен, Джонни Мерсер) — 4:10
4. «I’ve Never Seen» (Дон Маркотт) — 3:33
5. «He Was Too Good to Me» (Лоренц Харт, Ричард Роджерс) — 3:01
6. «A New Town Is a Blue Town» (Ричард Адлер, Джерри Росс) — 3:09
7. «You’re Lucky to Me» (Юби Блейк, Энди Разаф) — 3:25
8. «Where Flamingos Fly» (Джон Бенсон Брукс, Гарольд Курлендер, Элтея Пил) — 2:44
9. «Dream of You» (Джимми Лансфорд, Майкл Моралес, Сай Оливер) — 2:53
10. «I’m a Fool to Want You» (Фрэнк Синатра, Джоэл Херрон, Джек Вулф) — 4:06
11. «I’m Just a Lucky So and So» (Мак Дэвид, Дюк Эллингтон) — 3:08
12. «Troubled Waters» (Сэм Кослоу, Артур Джонстон) — 3:14

Бонус-треки переиздания 1992 года
1. «Alone Together» (Говард Дитц, Артур Шварц) — 3:11 — Master Take
2. «Alone Together» (Говард Дитц, Артур Шварц) — 3:10 — Alternate Take
3. «Glad to Be Unhappy» (Лоренц Харт, Ричард Роджерс) — 2:50
4. «This Is My Night Cry» (Билл Сэнфорд, Фил Медли) — 3:06
5. «How’s the World Treating You?» (Будло Брайант, Чет Аткинс) — 2:57 — Alternate Take
6. «How’s the World Treating You?» (Будло Брайант, Чет Аткинс) — 2:56 — Master Take

## Участники записи
- Хелен Меррилл — вокал
- Гил Эванс — аранжировщик, дирижер
- Джон Лапорта — кларнет, альт-саксофон
- Джером Ричардсон — флейта, альт-саксофон, тенор-саксофон
- Дэнни Бэнк — баритон-саксофон
- Арт Фармер, Луис Муччи — труба
- Джимми Кливленд, Джо Беннетт — тромбон
- Хэнк Джонс — фортепиано
- Джанет Патнэм — арфа
- Барри Гэлбрейт — гитара
- Оскар Петтифорд — контрабас
- Джо Морелло — ударные